# Boll Weevil Monument

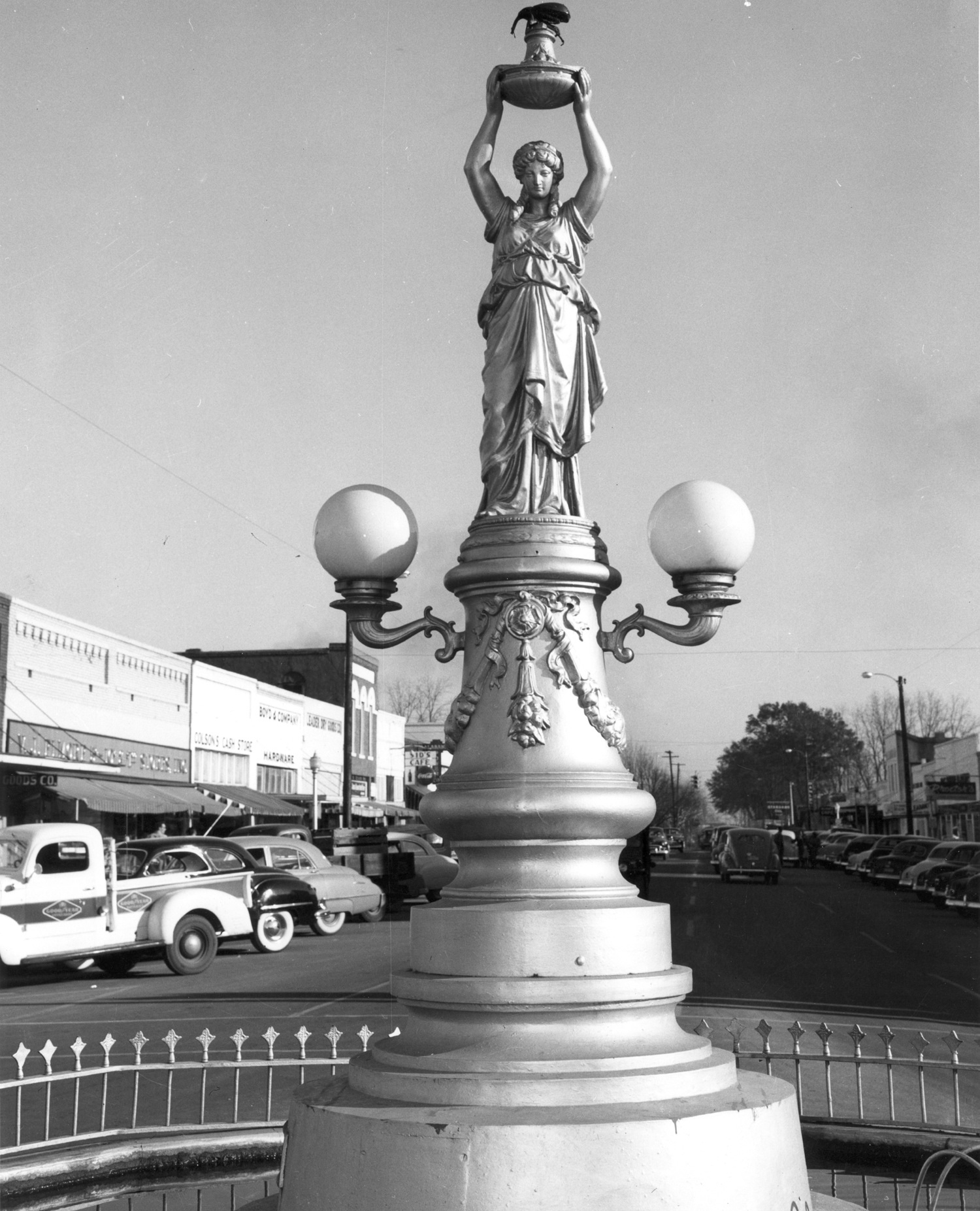
Monument au charançon du cotonnier à Enterprise (Alabama) à son emplacement d'origine. Une réplique s'élève maintenant à sa place pour prévenir le vol et le vandalisme.

Le Boll Weevil Monument (monument au charançon du cotonnier) dans le centre-ville d'Enterprise (Alabama, États-Unis) est un important point de repère et un hommage érigé en 1919 par les citoyens d'Enterprise pour montrer leur reconnaissance à un insecte, le charançon du cotonnier, pour l'influence profonde qu'il exerça sur l'agriculture et l'économie de la région. 
Saluant le coléoptère comme un « héraut de la prospérité », il se présente comme le seul monument au monde construit pour honorer un ravageur agricole.
Le monument se compose d'une statue figurant une femme tenant un piédestal avec un charançon perché au sommet

## Histoire

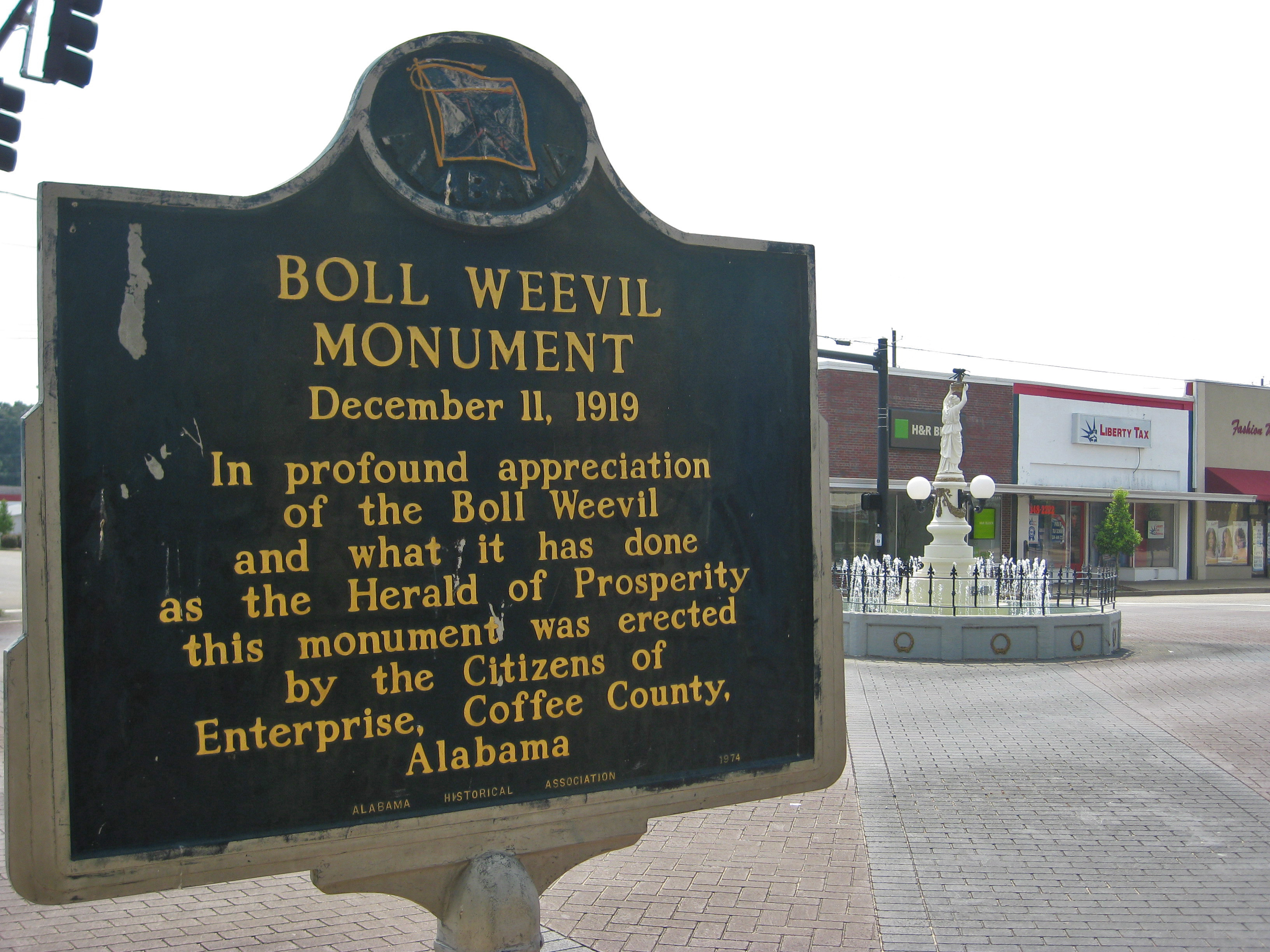
Plaque historique près du monument, à l'intersection de Main street et College street.

Le  charançon du cotonnier (Anthonomus grandis) est une espèce d'insectes coléoptères originaire du Mexique, apparue dans l'Alabama en 1915. Dès 1918, ce ravageur détruisait la totalité de la récolte de coton et de nombreux agriculteurs se trouvaient étranglés financièrement.
Un homme d'affaires d'Enterprise, H. M. Sessions, pensa qu'il fallait réagir et proposa de développer la production de l'arachide et que c'était le moment de convertir la région à sa culture.
En 1916, il a convaincu un agriculteur endetté, C.W. Baston, de soutenir son projet. La première récolte leur a permis de rembourser leurs dettes et a été achetée par des agriculteurs désireux de changer et de se lancer à leur tour dans la culture de l'arachide. Le cotonnier a été à nouveau cultivé par la suite, mais les agriculteurs ont appris à diversifier leurs cultures, une pratique qui apporta de nouveaux revenus au Comté de Coffee (Alabama).
Un autre homme d'affaires local, Bon Fleming, eut l'idée de construire le monument, et contribua à son financement. Conçu comme un hommage à la façon dont un désastre peut devenir le catalyseur du changement, et un rappel de la façon dont les habitants d'Enterprise se sont adaptés face à l'adversité, le monument a été érigé le 11 décembre 1919, à l'intersection de College street et de la rue principale, au cœur du quartier des affaires de la ville. 

### Description
Le monument représente une figure féminine dans une robe fluide, les bras tendus au-dessus de la tête. Elle soulève très haut un trophée surmonté d'un charançon bien plus grand que nature.
La statue se dresse sur une socle richement orné qui soutient deux réverbères sphériques. La base se trouve au centre d'une fontaine entourée d'une balustrade en fer forgé. Le monument mesure plus de quatre mètres de haut.
À la base du monument figure l'inscription suivante :

« In profound appreciation of the Boll Weevil and what it has done as the herald of prosperity this monument was erected by the citizens of Enterprise, Coffee County, Alabama. (En profonde gratitude au charançon du cotonnier et à ce qu'il a fait comme héraut de la prospérité, ce monument a été érigé par les citoyens d'Enterprise, Comté de Coffee, Alabama) »

La statue originale de la femme, à l'exclusion de la fontaine et du charançon, a été sculptée en Italie pour environ 1 800 dollars. Le charançon du cotonnier n'a été ajouté au monument que 30 ans plus tard, quand un habitant, Luther Baker, pensa qu'il fallait un charançon sur le monument. Il a donc réalisé ce charançon en métal et l'a installé au sommet de la statue.

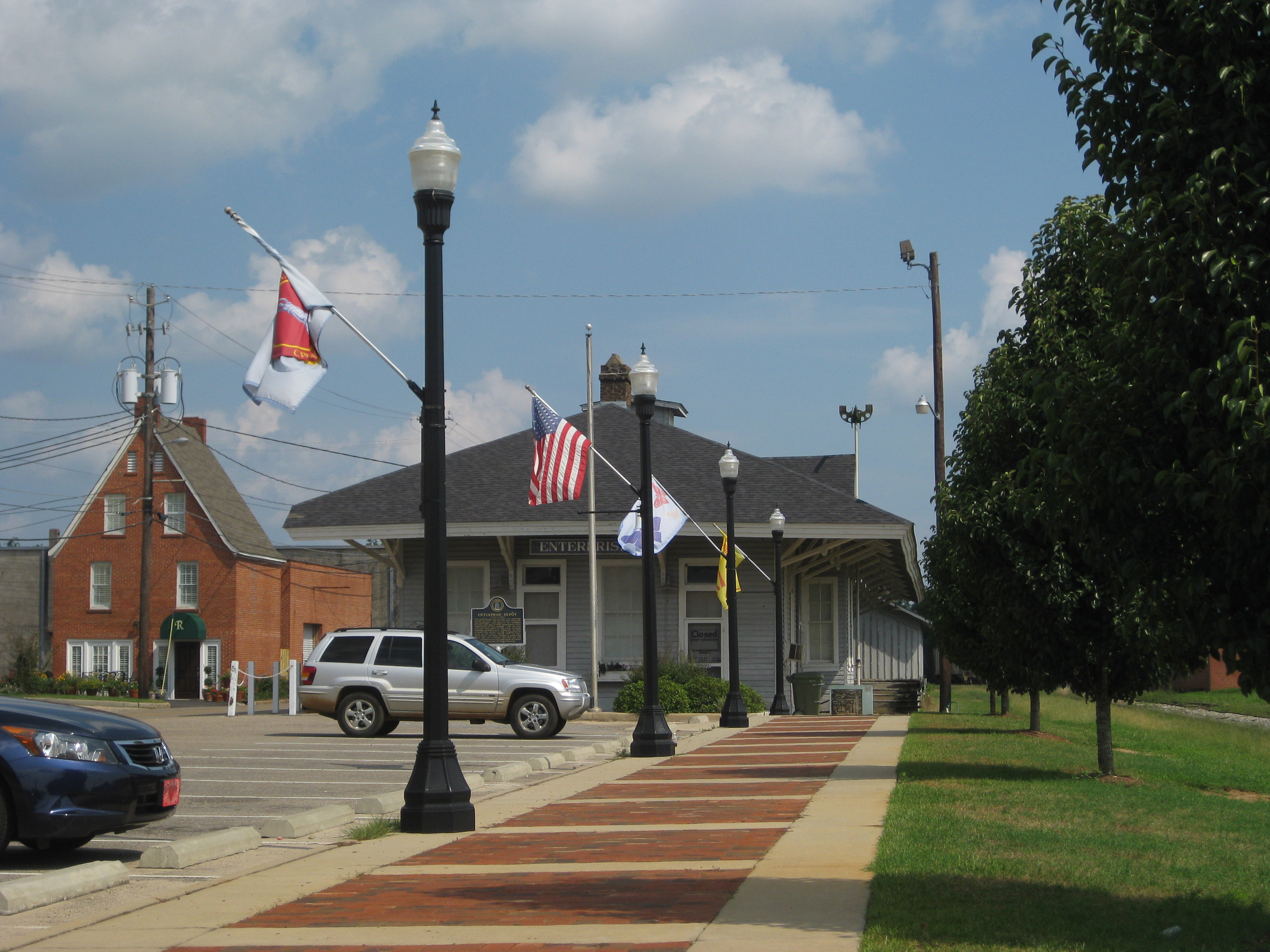
Le Depot Museum d'Enterprise, tout proche, abrite la statue originale.

### Vandalisme
Le charançon, et parfois même l'ensemble du monument, a été volé à plusieurs reprises au fil des ans.
À chaque fois, il a été retrouvé et réparé par la ville d'Enterprise jusqu'au 11 juillet 1998. Ce jour-là, des vandales ont arraché le charançon des mains de la statue et endommagé cette dernière de manière irréversible. Les élus de la ville  voulaient réparer la statue originale et la remettre en place, mais cela s'est avéré trop difficile et trop coûteux. Une réplique en polymère de résine a été érigée à sa place dans le centre d'Enterprise en 1998, et l'original est exposé au Depot Museum d'Enterprise, 106 Railroad Street, à quelques centaines de mètres du monument. Une caméra de surveillance a été installée pour prévenir de nouveaux vandalismes.